# École nationale supérieure de synthèses, procédés et ingénierie chimiques d'Aix-Marseille
 (juin 2020).
Si vous disposez d'ouvrages ou d'articles de référence ou si vous connaissez des sites web de qualité traitant du thème abordé ici, merci de compléter l'article en donnant les références utiles à sa vérifiabilité et en les liant à la section « Notes et références ».
L'École nationale supérieure de synthèses, procédés et ingénierie chimiques d'Aix-Marseille, ou ENSSPICAM, est une ancienne école d'ingénieurs chimistes de Marseille.

## Historique
Elle fut créée en 1989 par la fusion de l'École supérieure de chimie de Marseille (créée en 1909) et de l'École supérieure d’ingénierie, de pétrochimie et de synthèse organique industrielle (créée en 1959). Sa première promotion a donc été reçue en 1989 et diplômée en 1992.
Elle a fusionné en 2003 avec l'École supérieure de mécanique de Marseille (crée en 1991) et l'École nationale supérieure de physique de Marseille (créé en 1957) pour former l'École généraliste de Marseille, devenue en 2006, l'École centrale de Marseille, membre du Groupe des Écoles centrales.

## Formation
Les études enseignées à l'ENSSPICAM portaient sur les domaines suivants : 
- Chimie organique
- Chimie analytique (MS, RMN, IR, UV, visible, rayons X, CCM...)
- Génie des procédés
- Ingénierie (gestion de projet, management...)